# 17 (альбом XXXTentacion)
| Совокупная оценка | Совокупная оценка |
| Источник          | Оценка            |
| ----------------- | ----------------- |
| AOTY              | 50/100            |
| Оценки критиков   |                   |
| Источник          | Оценка            |
| Pitchfork         | 6.5/10            |
| Pulse             | 5/5               |
| Salute Magazine   | 5/5               |

17 — дебютный студийный альбом американского рэпера XXXTentacion, выпущенный 25 августа 2017 года лейблами звукозаписи Bad Vibes Forever и Empire Distribution. Альбом подготовлен после успеха основного сингла «Revenge» и состоит из 11 песен. Лонгплей 17 является вторым сольным коммерческим проектом после микстейпа Revenge, который вышел в этом же году, и включает в себя гостевое участие рэпера Trippie Redd, вокал от Shiloh Dynasty, а также вклад таких продюсеров, как: Ник Мира, Тэз Тейлор, Декс Дункан, Натра Эвередж, Dub tha Prodigy и Потсу. Жанровое разнообразие альбома простирается от эмо, инди-рока до музыки лоу-фай.
Альбом вызвал неоднозначные мнения музыкальных критиков, но это не помешало ему занять второе место в американском чарте Billboard 200 с результатом 88 000 копий за первую неделю продаж. Лонгплей пользовался успехом и за пределами Соединённых штатов Америки, занимая высокие места во многих странах Европы. В августе 2018 года, спустя два месяца после гибели рэпера во Флориде, альбом получил платиновую сертификацию от Американской ассоциации звукозаписывающих компаний. В октябре 2018 года альбом выиграл в номинации «Любимый R&B/соул-альбом» на ежегодной музыкальной премии American Music Awards.

## Продвижение
До выпуска альбома в сети интернет появлялись фрагменты, подтверждающие сотрудничество XXXTentacion с Kodak Black и Juicy J. Рэпер объявил дату выхода альбома 17 через свою страницу в социальной сети Snapchat и отметил то, что альбом будет отличаться от его предыдущих работ и ориентирован на людей, испытывающих чувство депрессии.
На одном из фрагментов, опубликованных в сети 6 августа 2017 года, XXXTentacion показал в медиатеке iTunes трек-лист альбома, состоящего из восьми песен. Прикрыв информацию об общем количестве треков и продолжительности альбома большим пальцем руки, рэпер предпочёл оставить вопрос об утверждении списка композиций открытым до официального выхода альбома. Некоторые отрывки песен были знакомы слушателям, другие же звучали впервые: «Save Me», «Fuck Love» при участии Trippie Redd, «Orlando» и «Ayala (Outro)». Вернон Коулман из электронного издания XXL назвал эти фрагменты «слишком мрачными». 22 августа 2017 года рэпер опубликовал официальный трек-лист и обложку альбома, а за день до выхода лонгплея — песню «Fuck Love» при участии Trippie Redd на сервисе распространения музыки SoundCloud.

## Синглы
С альбома было выпущено три сингла: первый — «Revenge» стал доступен для стримминга и продаж с 18 мая 2017 года, второй — «Jocelyn Flores» был отправлен на радиостанции 31 октября 2017, третий — «Fuck Love», записанный при участии рэпера Trippie Redd, появился на радио 23 января в 2018 году.
| 2017 | «Revenge»                              | 77 | 37 | —  | 80 | 69 | —^ | —  | —  | —  |                                                                              |
| 2017 | «Jocelyn Flores»                       | 19 | 13 | 10 | 14 | 30 | 4  | 7  | 21 | 39 | - RIAA: 2 × платиновый - BPI: золотой - IFPI DEN: золотой - RMNZ: платиновый |
| 2018 | «Fuck Love» (при участии Trippie Redd) | 28 | 18 | —  | 31 | 63 | 19 | 35 | 48 | 89 | - RIAA: 2 × платиновый - BPI: серебряный - RMNZ: золотой                     |
| Знак «^» обозначает, что песня не вошла в основной чарт Новой Зеландии, но появилась на 4 месте в чарте Heatseeker Singles Chart\| |                                        |    |    |    |    |    |    |    |    |    |                                                                              |
| Знак «—» обозначает, что песня не вошла в чарт или не была выпущена.                                                               |                                        |    |    |    |    |    |    |    |    |    |                                                                              |

## Список композиций
| №                   | Название                               | Автор(ы) | Продюсер                      | Длительность |
| ------------------- | -------------------------------------- | --- | ----------------------------- | ------------ |
| 1.                  | «The Explanation»                      | Джасей Онфрой | XXXTentacion                  | 0:50         |
| 2.                  | «Jocelyn Flores»                       | Онфрой Сиара Симмс [ 33 ] | Потсу                         | 1:59         |
| 3.                  | «Depression & Obsession»               | Онфрой | XXXTentacion                  | 2:24         |
| 4.                  | «Everybody Dies in Their Nightmares»   | Онфрой Симмс | Потсу                         | 1:35         |
| 5.                  | «Revenge»                              | Онфрой | XXXTentacion                  | 2:00         |
| 6.                  | «Save Me»                              | Онфрой Сай Брокингтон Дион Дэйвенпорт Фредерик Дэйвенпорт Билли Гарсия Джозеф Гарднер Кристофер Гиббс Джован Петерсон Мэндел Строутер | Натра Эвередж Dub tha Prodigy | 2:43         |
| 7.                  | «Dead Inside (Interlude)»              | Онфрой Брокингтон Гиббс Петерсон Строутер                                                                                             | Натра Эвередж XXXTentacion    | 1:26         |
| 8.                  | «Fuck Love» (при участии Trippie Redd) | Онфрой Ник Мира [ 34 ] Дэнни Снодграсс [ 35 ] Декстер Ренделл Trippie Redd                                                            | Мира Тэз Тейлор Декс Дункан   | 2:26         |
| 9.                  | «Carry On»                             | Онфрой Симмс | Потсу                         | 2:09         |
| 10.                 | «Orlando»                              | Онфрой Тобиас Джессо [ 36 ] | Джессо                        | 2:43         |
| 11.                 | «Ayala (Outro)»                        | Онфрой Джон Каннингем Джессо | XXXTentacion Каннингем Джессо | 1:39         |
| Общая длительность: | Общая длительность:                    | Общая длительность: | Общая длительность:           | 21:54        |

Примечания
- В песнях «Jocelyn Flores», «Everyone Dies in Their Nightmares» и «Carry On» использован вокал от Shiloh Dynasty[37], который также является соавтором треков, но не был указан в буклете[38][39][40].
- «Save Me» имеет неизданную расширенную версию, включающую гитару. Она была удалена по неизвестным причинам.
- На альбоме также должен был присутствовать совместный трек с австралийской рэпершей Lil Bo Weep, но трек не был включен в альбом по неизвестным причинам[41].

## Творческая группа
- XXXTentacion — вокал, продюсер
- Shiloh Dynasty — дополнительный вокал
- Trippie Redd — вокал
- Джон Каннингэм — продюсер
- Декс Дункан — продюсер
- Dub tha Prodigy — продюсер
- Натра Эвередж — продюсер, клавишные
- Ник Мира — продюсер
- Потсу — продюсер
- Тэз Тейлор — продюсер
- Тобиас Джессо — продюсер, клавишные
- Коэн Хелденс — сведе́ние, мастеринг
- Jon FX — мастеринг

## Чарты
| Чарт (2017-18)                               | Высшая позиция |
| -------------------------------------------- | -------------- |
| Австралия (ARIA)                             | 1              |
| Австрия (Ö3 Austria)                         | 21             |
| Бельгия/Фландрия (Ultratop)                  | 9              |
| Бельгия/Валлония (Ultratop)                  | 16             |
| Канада (Canadian Albums Chart)               | 2              |
| Чехия (ČNS IFPI)                             | 8              |
| Дания (Hitlisten)                            | 2              |
| Нидерланды (Album Top 100)                   | 4              |
| Финляндия (Suomen virallinen lista)          | 4              |
| Франция (SNEP)                               | 33             |
| Ирландия (IRMA)                              | 9              |
| Италия (Classifica album)                    | 3              |
| Новая Зеландия (RMNZ)                        | 2              |
| Норвегия (VG-lista)                          | 1              |
| Швеция (Sverigetopplistan)                   | 2              |
| Швейцария (Schweizer Hitparade)              | 26             |
| Великобритания (UK Albums Chart)             | 11             |
| Великобритания (UK Independent Albums Chart) | 12             |
| Великобритания (UK R&B Albums Chart)         | 4              |
| США Billboard 200                            | 2              |
| США (Billboard Independent Albums)           | 2              |
| США Top Album Sales                          | 6              |
| США Top R&B Albums                           | 1              |
| США (Billboard Top R&B/Hip-Hop Albums)       | 2              |

| Чарт (2017)                            | Позиция |
| -------------------------------------- | ------- |
| Бельгия (Ultratop Flanders)            | 169     |
| Дания (Hitlisten)                      | 41      |
| Италия (FIMI)                          | 91      |
| Новая Зеландия (RMNZ)                  | 40      |
| Швеция (Sverigetopplistan)             | 28      |
| США Billboard 200                      | 80      |
| США Top R&B/Hip-Hop Albums (Billboard) | 27      |

| Чарт (2018)                 | Позиция |
| --------------------------- | ------- |
| Бельгия (Ultratop Flanders) | 39      |
| Бельгия (Ultratop Wallonia) | 121     |
| Канада (Billboard)          | 23      |
| Дания (Hitlisten)           | 9       |
| Нидерланды (MegaCharts)     | 26      |
| Ирландия (IRMA)             | 38      |
| Новая Зеландия (RMNZ)       | 13      |
| Швеция (Sverigetopplistan)  | 7       |
| Великобритания (OCC)        | 62      |
| США Billboard 200           | 19      |

| Чарт (2019)       | Позиция |
| ----------------- | ------- |
| США Billboard 200 | 60      |

| Чарт (2010—2019)  | Позиция |
| ----------------- | ------- |
| США Billboard 200 | 92      |

## Сертификации
| Регион | Сертификация  | Продажи   |
| --- | ------------- | --------- |
| Канада (Music Canada) | Платиновый    | 80 000    |
| Дания (IFPI Danmark) | Платиновый    | 20 000    |
| Франция (SNEP) | Золотой       | 50 000    |
| Италия (FIMI) | Золотой       | 25 000    |
| Новая Зеландия (RMNZ) | 2× Платиновый | 30 000    |
| Великобритания (BPI) | Платиновый    | 300 000   |
| США (RIAA) | 2× Платиновый | 2 000 000 |
| * Данные о продажах приведены только на основе сертификации. · ^ Данные о тиражах приведены только на основе сертификации. · Данные о продажах + прослушиваниях приведены только на основе сертификации. |               |           |